# Zollner Elektronik
A Zollner Elektronik AG egy EMS-szolgáltató vállalat, melynek székhelye a németországi Zandtban található. A vállalat fióktelepekkel rendelkezik Németországban, Magyarországon, Romániában, Kínában, Tunéziában, az Egyesült Államokban, Svájcban, Costa Ricán és Hongkongban. A részvénytársaság teljes egészében családi tulajdonban van, és a világ 15 legjelentősebb EMS-szolgáltatója közé tartozik.[forrás?]

## Tevékenységi kör
A Zollner mint EMS-szolgáltató alkatrészeket, modulokat, készülékeket, valamint komplex rendszereket fejleszt és gyárt az ipari elektronika, a vasúti technika, az autóipar, az orvostechnika, a légiközlekedés és haditechnika, a méréstechnika, számítás- és irodatechnika, az egyéb fogyasztási termékek és a telekommunikáció területén működő ügyfelei számára. A fejlesztés és a gyártás mellett a Zollner mérnöki/termékbevezetési, ellátásilánc-menedzsment, anyaggazdálkodási, értékesítés utáni (aftersales) és javítási szolgáltatásokat is nyújt. Az elektronika területén a vállalat sokrétű lehetőségeket kínál az elektronikai modulok, a kábelkonfekcionálás, az induktív alkatrészek és az IPC-tanúsítások tekintetében. Mechanikai szolgáltatásai között szerepel a lemezmegmunkálás, a műanyagtechnika, a minta- és szerkezetépítés, a CNC esztergálás és marás, a felületkezelés, a galvanizálás, a forma- és szerszámkészítés. Az elemzéstechnika a hibaokok megtalálásához és a hibák megelőzéséhez kínál technológiákat és folyamatokat. Eddig több mint 1500 szakmunkástanulót képeztek ki és foglalkoztattak a Zollner Elektronik AG-nál. A német telephelyeken foglalkoztatott több mint 5000 dolgozójával a Zollner a chami régió legnagyobb munkaadója.

## Termékek
Gyártási szolgáltatóként a Zollner Elektronik AG-nak nincs saját terméke – egyetlen kivétellel: a „Tradinno” (a „Tradition - hagyomány” és „Innovation - innováció” szavakból alkotott szójáték), mely a Guinness rekordok könyvében a világ legnagyobb négylábú lépegető robotjaként szerepel. Ez a mechatronikai rendszer minden évben szerepel Németország legrégebbi népi színdarabjában, a furth-i „Sárkányölő játékok”-ban.

## Vállalati struktúra
A vállalatot 1965-ben, a jelenleg a felügyelőbizottság elnökeként tevékenykedő id. Manfred Zollner alapította, egyszemélyes üzemként. A Zollner Elektronik AG Igazgatóságának tagjai: Johann Weber (az Igazgatóság elnöke), Ludwig Zollner (elnökhelyettes), ifj. Manfred Zollner (Igazgatósági tag), Christian Zollner (Igazgatóság tag) és Thomas Schreiner (Igazgatósági tag).
A felügyelőbizottság tagjai: id. Manfred Zollner (a Felügyelő Bizottság elnöke), Ludwig Wanninger (a Felügyelő Bizottság elnökhelyettese) és Manfred Huber (a Munkavállalók képviselője).

## Telephelyek
Németországban a Zollner Elektronik AG nyolc gyártóüzemmel rendelkezik Kelet-Bajorországban: Zandt, Lam, Untergschwandt, Neukirchen beim Heiligen Blut, Altenmarkt (I, II és III) és Furth im Wald. Leányvállalatai vannak Vácott és Szügyön (Magyarország), Szatmárnémetiben (Románia), Taicangban (Kína), Bejában (Tunézia), Milpitasban (Kalifornia,USA), Hombrechtikonban (Svájc), Cartagóban (Costa Rica) és a Kowloon Bay-ben (Hongkong).